# Tamlouka
Tamlouka (arabisch: تاملوكة) ist eine algerische Stadt in der Provinz Guelma mit 16.640 Einwohnern. (Stand: 1998)

## Geographie
Tamlouka wird umgeben von Oued Zenati im Norden und von Aïn Makhlouf im Nordosten.